# Mårbacka

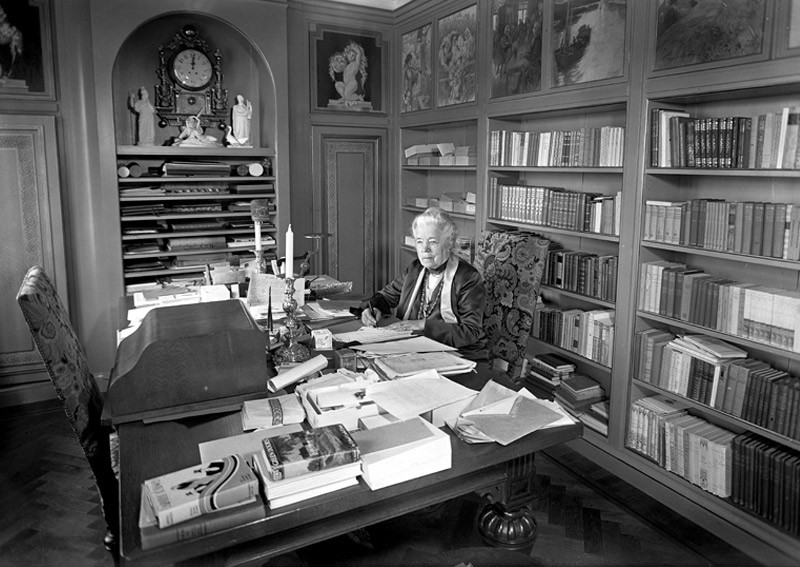
Selma Lagerlöf no seu gabinete em 1933

Mårbacka ( PRONÚNCIA) é uma casa de campo senhorial no município de Sunne, na província histórica da Värmland. É conhecida por ter sido o local onde a escritora sueca Selma Lagerlöf nasceu em 1858, viveu os primeiros 24 anos da sua vida, e faleceu em 1940. O edifício foi construído em 1793, e quase totalmente reconstruído em 1921-23, contando com uma pequena livraria, um pequeno jardim e um café para os visitantes. Selma Lagerlöf escreveu expressamente no seu testamento, que queria que a Casa de Mårbacka estivesse aberta ao público.

## Personalidades
- Selma Lagerlöf (1858-1940), prémio Nobel da Literatura de 1909